# 공연에 관하여 달랑베르 씨에게 전하는 편지 그리고 달랑베르의 답신
공연에 관하여 달랑베르 씨에게 전하는 편지 그리고 달랑베르의 답신(프랑스어: Lettre a M. d'Alembert sur les spectacles)은 1757년 달랑베르가 《백과전서》 〈제네바〉 항목의 글로 제네바 극장 설립을 주장한 데 대한 장 자크 루소의 공개 반박 서한문이다. 이 책에서 루소는 연극은 무가치할 뿐만 아니라 유해하기까지 하므로 제네바에 극장을 설립하는 일은 없어야 한다고 주장한다. 이 논의는 이후 미학, 종교, 정치에 대한 다양한 차원의 논의로까지 발전했다.

## 내용
수학자이자 물리학자로 더 널리 알려진 프랑스의 저술가 장 르 롱 달랑베르(Jean Le Rond d’Alembert, 1717∼1783)가 당대의 희곡 작가인 볼테르의 부추김을 받아 1757년 《백과전서》의 〈제네바〉 항목의 글로 제네바에 연극을 허용할 것을 주장한 데 대한 장 자크 루소(Jean-Jacques Rousseau, 1712∼1778)의 공개 반박 서한문이다. 1758년 팸플릿 형태로 발표되었다. 《사회계약론》으로 직접민주주의를 주창하고 《에밀》을 통해 교육학자로서도 이름을 날린 프랑스 계몽주의 철학자 루소는 인간은 원래 고귀하고 단순하게 태어났는데 학문과 예술이 오히려 인간을 타락시켰다고 주장한다. 특히 이 책에서는 연극은 무가치할 뿐 아니라 유해하기까지 하므로, 가식(假飾)의 때가 타지 않아서 도덕적으로 순수하고 청정한 지역인 제네바에 극장이 들어서는 일은 절대 없어야 한다고 특유의 수려한 필치로 논리를 전개한다.
연극의 도덕성 여부는 아주 오랫동안 종교인들과 문인들 사이 뜨거운 논쟁 거리였다. 당대 문인들은 플라톤으로부터 이어져 온 ‘픽션’에 대한 부정적인 시각으로부터 자유롭지 못했는데 루소 역시 그중 하나였다. 루소에게 연극배우의 재능이란 그저 “자신의 본성을 속이고, 자기가 아닌 다른 인물의 성격을 두르는 것이며 사람들의 실제 모습과는 다르게 보이고, 냉정함에 열광하고 사람들이 실제로 생각하는 자연스러운 생각과는 다른 것을 말해서, 다른 사람의 자리를 자꾸 취하다 보니 자기 자신의 자리를 결국 잊어버리는 것일 뿐”이었다. 게다가 연극배우들의 생활은 매우 문란해서 성실한 제네바 시민들에게는 매우 나쁜 사례만 제공할 것이 분명했다. 비극은 정념을 자극하고, 희극은 덕을 우스꽝스러운 것으로 만들어 버리면서 조롱하므로 장르를 막론하고 연극은 모두 나쁘다고 여겼다. 이러한 루소의 주장은 당대 대표적인 두 지성인 볼테르와 디드로에게 정면으로 맞선 것이나 다름없었다. 볼테르는 비극 작가로서 성공을 거두며 문단에 들어왔고, 디드로는 부르주아 드라마를 고안해 낸 장본인이었기 때문이다. 따라서 이 논쟁의 배경에 루소와 당대 계몽주의 철학자, 필로조프들과의 반목도 영향을 끼쳤다는 것이 정설이다.
이를 방증하듯 루소의 서한이 발표된 후 달랑베르가 다시 반박 서한을 발표한 데 이어 여러 지식인이 줄지어 의견을 피력하며 뜨거운 논쟁이 벌어졌다. 제네바에 극장을 설립하는 것이 옳은지 그른지를 놓고 촉발된 이 논쟁은 이후 미학, 종교, 정치에 대한 다양한 차원의 논의로까지 발전했다.